# That Sort
That Sort er en amerikansk stumfilm fra 1916 af Charles Brabin.

## Medvirkende
- Warda Howard som Diana Laska.
- Duncan McRae som John Heppell.
- Ernest Maupain som Maxwell.
- John Lorenz som Philip Goddier.
- Betty Brown som Maureen Heppell.